# Olivia Nordqvist
Karolina Olivia Nordqvist, född 14 juni 1849 i Vänersborgs församling i dåvarande Älvsborgs län, död 20 juni 1920 i Hedvig Eleonora församling i Stockholm, var en svensk företagare. 

## Biografi
Olivia Nordqvists föräldrar var hautboisten Olof Nordqvist och Carolina Lindquist och hon var syster till Conrad Nordqvist.
Olivia Nordqvist flyttade från Falun till Stockholm vid femton års ålder för att studera musik, men tvingades avbryta sina studier då hennes bror lämnade Stockholm. Hon blev då, 1871 och vid tjugo års ålder, anställd som första föreståndare för Sveriges första tidnings- och försäljningskontor, Allmänna Tidningskontoret, som då var nygrundat, och som hon 1880 köpte av dess grundare Fredrik Ekberg.
Det var under 1890-talet inte längre det enda, men Stockholms främsta inom sin bransch. Det sålde tidningar, erbjöd läsning av tidningar mot avgift, skötte prenumerationer, sålde biljetter, distribuerade tidningar och satte ut annonser: 1915 fanns filialer i Örebro, Gävle, Sala och Uppsala. Kontoret var det första i Stockholm som erbjöd telefon till den svenska allmänheten. 1891 hyllades hon i Idun som en kvinnlig förebild. Hon deltog i Världsutställningen i Stockholm 1897 med sitt tidningskontor.
Olivia Nordqvist avled ogift och är begravd på Norra begravningsplatsen i Stockholm.